# Zbiroh (odbočka)
Zbiroh (nebo též Odb Zbiroh) je odbočka, která se nachází v km 68,705 dvoukolejné elektrizované trati Praha–Plzeň mezi stanicemi Hořovice a Kařízek. V odbočce se do 2. koleje napojuje obvod Zbiroh nákladní nádraží, který je součástí odbočky. Odbočka se nachází severně od obce Kařez, na jehož katastru také leží.

## Historie
Odbočka byla dána do provozu 4. května 2012.

## Popis odbočky
V odbočce se výhybkou č. 3 odděluje z 2. traťové koleje obvod Zbiroh nákladní nádraží, který je součástí odbočky. V koleji č. 1 není žádná výhybka.
Odbočka je vybavena elektronickým stavědlom ESA 33, které je dálkově ovládáno z CDP Praha, případně z pracoviště pohotovostního výpravčího Plzeň nebo ze stanice Kařízek. V odbočce je jedna výhybka s elektromotorickým přestavníkem a s elektrickým ohřevem. Další dvě výhybky v obvodu Zbiroh nákladní nádraží jsou přestavovány ručně. Odbočka je kryta čtyřmi vjezdovými návěstidly: 1L a 2L od Hořovic, 1S a 2S od Kařízku. Jízda vlaků ve všech přilehlých traťových úsecích je zajištěna tříznakovým automatickým blokem.